# Екосистем
Екосистем представља јединство биоценозе и биотопа.‍:458 Животна заједница у природи мора заузимати неки простор у коме чланови те заједнице задовољавају своје потребе: крећу се, узимају храну, дишу, налазе заклон и заштиту итд. Тај простор се назива биотоп и њега насељавају припадници одговарајуће биоценозе. Они успостављају врло сложене међусобне односе и истовремено се, одређеним односима, повезују са околином у којој живе. На тај начин биоценоза и биотоп заједно чине еколошки систем вишег реда — екосистем. Различити екосистеми у једној климатској зони групишу се у веће целине — биоме.

## Дефиниција
Екосистем (или еколошки систем) се састоји од свих организама и абиотичких базена (или физичког окружења) са којима они ступају у интеракцију.‍:458 Биотичке и абиотичке компоненте су повезане заједно путем циклусa хранљивих материја и токовa енергије.
„Процеси екосистема“ су пренос енергије и материјала из једног базена у други.‍:458 Познато је да се процеси екосистема „одвијају у широком распону размера“. Дакле, тачна скала учења зависи од постављеног питања.‍:5

### Настанак и развој појма
Термин „екосистем“ је први пут употребљен 1935. године у публикацији британског еколога Артура Танслија. Термин је сковао Артур Роj Kлапам, који је ту реч формулисао на Танслијев захтев. Тансли је осмислио концепт како би скренуо пажњу на важност преноса материјала између организама и њиховог окружења.‍:9 Касније је прецизирао термин, описујући га као „Цео систем, ... укључујући не само комплекс организама”, већ и читав комплекс физичких фактора који формирају оно што се назива окружењем“. Тансли није посматрао екосистеме само као природне јединице, већ као „менталне изолате“. Тансли је касније дефинисао просторни обим екосистема користећи термин „екотоп“.
Г. Евелин Хачинсон, лимнолог који је био Танслијев савременик, комбиновао је идеје Чарлса Елтона о трофичкој екологији са идејама руског геохемичара Владимира Вернадског. Као резултат тога, он је сугерисао да доступност минералних хранљивих материја у језеру ограничава производњу алги. Ово би заузврат ограничило обиље животиња које се хране алгама. Рејмонд Линдеман је наставио са овим идејама да би сугерисао да је ток енергије кроз језеро примарни покретач екосистема. Хачинсонови ученици, браћа Хауард Т. Одум и Јуџин П. Одум, даље су развили „системски приступ“ проучавању екосистема. То им је омогућило да проучавају проток енергије и материјала кроз еколошке системе.‍:9

## Интеракције живих бића
Јединство екосистема почива на интеракцијама живих бића и неживе околине: земљишта, воде, ваздуха, температуре, влажности. Екосистеми су врло сложени и динамични системи. Свака промена у саставним деловима екосистема одражава се на систем у целини. У сваком екосистему разликују се три типа односа између његових саставних делова:
1. акције које представљају утицаје биотопа (неживе природе) на жива бића која га насељавају;
2. реакције – утицаји живих бића на биотоп;жива бића се прилагођавају на промене услова у биотопу и истовремено мењају ту средину;
3. коакције – узајамни утицаји између самих организама; њима припадају сви односи исхране у биоценози и читав низ конкурентских односа (за простор, за храну идр.).

## Кружење материје и протицање енергије
Биоценоза и биотоп представљају заједно еколошки систем у коме енергија протиче, а материја кружи између обе компоненте система и унутар сваке од њих. 
Произвођачи узимају неорганске материје из биотопа и од њих синтетишу органске материје. На рачун тих материја живе потрошачи. Разлагачи разлажу угинуле организме или њихове делове до неорганских елемената па произвођачи могу поново да их користе. Током овог кружења материје, енергија протиче кроз екосистем. Она прелази из једног облика у други, користи се за обављање животних процеса и на сваком трофичком нивоу део енергије се ослобађа и лагано, у виду топлоте, напушта систем. Зато се у екосистем непрестано морају уносити нове количине енергије. 
Органска продуктивност екосистема представља укупну количину образоване органске материје коју сви организми, на различитим трофичким нивоима, производе у одређеном временском периоду на јединицу површине или запремине. Њу чине:
1. примарна продуктивност – укупна количина органске материје коју створе произвођачи; највећу примарну продукцију имају тропске кишне шуме, влажне ливаде и плитка језера, а најмању имају пустиње и отворене морске пучине, где има мало минералних елемената;
2. секундарна продуктивност – укупна количина органске материје коју стварају потрошачи или разлагачи.

### Угрожавање и заштита екосистема
Због неадекватне заштите, неки од најпознатијих светских екосистема могу бити уништени услед климатских промена и деловања човека, све чешће упозоравају научници.
Под загађењем животне средине подразумева се квалитативна и квантитативна промена физичких, хемијских и биолошких компонената животне средине (вода, ваздух, земљиште, храна), која води ка нарушавању законитости екосистема. Загађење животне средине по обиму, врстама и последицама већ има такве размере да представља опасност за читаво човечанство.
До наглог загађења животне средине дошло је пре свега због:
- све већег коришћења природних богатстава,
- производње разних хемијских једињења,
- велике употребе нових синтетичких материјала, који се не могу разградити биолошким и физичким методама,
- све веће употребе заштитних средстава у индустријској производњи и технологији хране (адитиви и пестициди) ,
- брзог и неконтролисаног пораста људске популације, а посебно урбане и
- развоја индустрије.

Према пореклу настанка изворе загађења можемо поделити на: природне и вештачке (антропогене).
- Према хемијској структури загађивачи могу бити: неорганског и органског састава.
- Према физичком стању могу бити: гасни, течни и чврсти.
- У односу на средину коју загађују могу бити загађивачи: ваздуха, земљишта, објеката, хране и воде.
- У односу на ефекте дејства загађивачи се могу сврстати у загађиваче који: делују директно на човека, утичу на атмосферске процесе, процесе у води и земљишту, изазивају корозију, делују на домаће и дивље животиње, биљке и разне објекте.

Опстанак многих биљних и животињских врста данас је угрожен, многе се налазе пред ишчезавањем, а велики број је заувек нестао. Први и веома значајан корак у остваривању заштите јесте евидентирање угрожених врста флоре и фауне. Томе служе Црвене књиге (листе). Оне представљају научно-стручне публикације у којима су наведене све врсте организама које подлежу заштити према међународној класификацији степена угрожености:
- врсте пред истребљењем;
- врсте у опасности од истребљења;
- рањиве (осетљиве врсте);
- ретке врсте.

Ретке и угрожене врсте су заштићене законом. Проглашавањем њихових станишта за строге природне резервате, у којима влада посебан режим и у којима је активност људи сведена на најмању меру, представља најефикаснији начин заштите угрожених врста. Најсложенији, али и најобухватнији облик заштите природе су национални паркови, у чијем се оквиру налази већи број резервата.
У свету је такође формирана и Црна књига у којој је попис више хиљада врста биљака и животиња које је човек, нажалост, истребио својим бахатим, похлепним и немарним понашањем. Да би се заштитиле ретке и угрожене органске врсте основни услов је заштита њихових природних станишта, што се остварује на више начина:
Евидентирање угрожених врста кроз, већ поменуте, Црвене књиге;
- заштита Законом;
- проглашавање станишта заштићених врста за строге природне резервате где је активност човека минимална
- формирање националних паркова као најобухватнији вид заштите.